# Andraca yauichui
Andraca yauichui is een vlinder uit de familie van de gevlamde vlinders (Endromidae). De wetenschappelijke naam van de soort werd voor het eerst geldig gepubliceerd in 2016 door Wu & Chang.